# Joan Tate
Joan Tate, född Joan Eames den 23 september 1922, död 6 juni 2000, var en brittisk översättare, som översatte ungefär 200 svenska, svensktalande finska, norska och danska författares verk till engelska.
Joan Tate översatte böcker av Astrid Lindgren, Ingmar Bergman, Britt Ekland, Kerstin Ekman, P.C. Jersild och Agneta Pleijel.